# Clive Russell
Clive Russell (ur. 7 grudnia 1945 w Reeth) – brytyjski aktor telewizyjny, filmowy i teatralny.

## Życiorys
Wychowywał się w Fife w Szkocji. Przygotowywał się do zawodu nauczyciela, jednak dołączył do swojego byłego wykładowcy aktorstwa w jednym z lokalnych teatrów. Od lat 60. okazjonalnie pojawiał się głównie w telewizyjnych produkcjach (m.in. Boys from the Blackstuff). Od początku lat 90. regularnie występuje w serialach telewizyjnych, tj. Hope & Glory, Neverwhere, Monarch of the Glen, Jam & Jerusalem, Hotel Babylon i inne. Pierwszą główną rolą filmową otrzymał w produkcji Margaret's Museum, gdzie zagrał u boku Heleny Bonham Carter. Wystąpił również m.in. Trzynastym wojowniku, Królu Arturze, Lawendowym wzgórzu i Wilkołaku. W 2012 dołączył do zespołu aktorskiego Gry o tron, w serialu tym powierzono mu odegranie postaci Bryndena „Blackfisha” Tully’ego.

## Filmografia
- 1992: Zew wolności
- 1995: Margaret's Museum
- 1997: Oskar i Lucinda
- 1999: Trzynasty wojownik
- 2001: Budząc zmarłych (serial TV)
- 2002: Na każde wezwanie (serial TV)
- 2004: Król Artur
- 2004: Lawendowe wzgórze
- 2005: Festival
- 2008: Moja dziewczyna wychodzi za mąż
- 2009: Sherlock Holmes
- 2010: Wilkołak
- 2011: Sherlock Holmes: Gra cieni
- 2013: Gra o tron (serial TV)
- 2018: 1983 (serial TV)
- 2020: Przeklęta  (serial TV)[1]